# ハンプトンズ

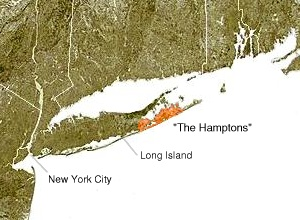
ロングアイランドのサウスフォーク、強調部分はロングアイランドのハンプトンズ

ハンプトンズ (The Hamptons) はサウザンプトンとイースト・ハンプトンの郡区に所在する村や集落のグループであり、ニューヨーク州ロングアイランドのサウスフォークを形成する。ハンプトンズは有名な海浜リゾート地を形成する、アメリカ北東部の歴史的な避暑地の一つである。この地区は、米国で最も高価な住宅地である。
ロングアイランド鉄道のモントーク分岐線、モントークハイウェイ、ハンプトン小型バスがハンプトンズと他のロングアイランドとニューヨーク市を接続し、一方でフェリーはシェルターアイランド、ニューヨーク、コネチカットへ接続している。

## 東から西
ハンプトンズはサウザンプトンの町に以下の集落や村を含んでいる。
- サウザンプトン（村）
- ウォーター・ミル
- ブリッジハンプトン
- サガポナック（村）
- サグ・ハーバー（村、イーストハンプトンと共有）
- ハンプトンベイス
- クオーグ（村）
- ウエストハンプトン・ビーチ（村）
- ハンプトン砂丘（村）
- ハンプトン（集落）

ハンプトンズは、 イースト・ハンプトンの町で、次の集落や村を含んでいる。
- サグ・ハーバー（村、サウサンプトンと共有）
- ワインスコット
- イーストハンプトン（村）
- アマガンセット

一般的にノーザンプトン集落、サフォーク郡、ニューヨーク、サウザンプトンの最東はハンプトンズに含まれない。

## 大衆文化におけるハンプトンズ
ハンプトンズとハンプトンズ社会はしばしば映画やテレビ番組で取り上げられる。

### 映画
- 『幸せのジンクス』（2011年）において、レイチェル、ダーシー、デクス、イーサン、マーカス、クレアはハンプトンズに２週間の旅行に行く。
- 2007-2010年の経済危機についてのドキュメンタリー映画『インサイド・ジョブ 世界不況の知られざる真実』 (2011年、チャールズ・H・ファーガソン監督）において、ハンプトンズはウォール街のトレーダーや投資銀行家の生活拠点として描かれている。映画はこの地域の海岸、家を俯瞰している。
- 『最凶女装計画 』（2004年）においてハンプトンズの場所と上流階級の有様がパロディ化されている。

### テレビ
- 2011年のテレビシリーズのリベンジ で、エミリー·ソーン（エミリー・ヴァンキャンプ）は父親の死をもたらした人々に復讐するため、ハンプトンズに引っ越す。
- テレビシリーズ『キャッスル 〜ミステリー作家は事件がお好き』の主人公リック・キャッスルの別荘地としてハンプトンズが紹介される。シーズン5では、リック・キャッスルがハンプトンズの別荘を週末訪れたところに殺人事件が発生し、ハンプトンズを舞台に物語が展開する。
- テレビシリーズ『救命医ハンク セレブ診療ファイル』で主人公ハンク・ローソンは、弟のエヴァン・R・ローソンとハンプトンズでコンシェルジュ診療を開業する。
- 医療ドラマの『グレイズ・アナトミー 恋の解剖学』において、デレク・シェパードとアディソン・モンゴメリー がハンプトンズに不動産を所有していることが知られている。
- 『The Real Housewives of New York City』の多くのエピソードはハンプトン周辺で撮影されており、登場人物たちはイースト・エンドの社会生活、慈善活動に参加し、出演者たちは実際に（過去または現在）東ロングアイランドに家を所有している。たとえば、シンディ・バーショップ、キロレン・ベンシモン、ルーアン・デ・レセップス、ラモア・シンガー、ジル・ザリン。（典型的なエピソードは1.3 "The Hamptons"、2.2 "Hamptons Retreat, No Surrender"、 2.3 "On Their High Horses"、4.4 "Ramona'd"である）
- シットコム『となりのサインフェルド』でジョージ・コスタンザは彼の死んだ婚約者の親から逃れるために、ハンプトンの不動産を持っていると嘘を吐いた。
- 『セックス・アンド・ザ・シティ』シーズン2 第17話「若い女の特権」